# Province de Bernardino Bilbao
La province de Bernardino Bilbao ou province de General Bernardino Bilbao est une des 16 provinces du département de Potosí, en Bolivie. Son chef-lieu est Arampampa. Elle porte le nom du militaire et homme politique bolivien Bernardino Bilbao Rioja (1895-1983).
Sa population s'élevait à 10 623 habitants au recensement de 2001.
La province est subdivisée en deux municipes (municipios) :
- Arampampa
- Acasio